# Everybody Get Up
Everybody Get Up è il quarto singolo ad essere estratto dall'album 5ive, lavoro di debutto dei 5ive pubblicato nel 1998.
Il brano è stato scritto da Alan Merrill, Jake Hooker, i 5ive e Herbie Crichlow. È stata coprodotta da Stannard e Rowe.  La canzone utilizza come base musicale un campionamento del celebre brano I Love Rock 'n' Roll, originariamente del gruppo rock britannico anni 70 The Arrows. In realtà la base campionata è quella della più nota versione cover di Joan Jett.
Il video musicale di Everybody Get Up è stato diretto da Max & Dania, ed è ambientato in un'aula scolastica, dove una volta uscito l'insegnante entra in scena la boy band, trasformando l'esame in una festa.

## Tracce
CD Single
1. Everybody Get Up (Radio Edit) (3:03)
2. My Song (Exclusive Single Remix) (3:42)

CD Maxi
1. Everybody Get Up (Radio Edit)  3:03
2. My Song (Exclusive Single Remix)  3:42
3. Everybody Get Up (Johan S Tocis Rock Mix)  5:58
4. Everybody Get Up (Paul Masterson Vocal Mix)  7:02

## Classifiche
| Classifiche (1998) | Posizione massima |
| ------------------ | ----------------- |
| Svizzera           | 24                |
| Austria            | 40                |
| Francia            | 24                |
| Paesi Bassi        | 12                |
| Belgio             | 13                |
| Svezia             | 5                 |
| Australia          | 5                 |
| Nuova Zelanda      | 1                 |
| UK                 | 2                 |